# Застава Пруске
Застава Пруске садржи црног орла на белом пољу.

## Порекло
Црна и бела боја имају близак однос према историји Пруске. Дакле, већ су Тевтонци носили бели знак са црним крстом. Овај грб се касније јављао као грб владара Бранденбург-Пруске, из породице Хоенцолерн. Боје заставе се помињу у тексту химне Пруске (Preußenlied).
- Застава Пруске од 1466—1772.
- Застава Пруске од 1701—1750.
- Застава Пруске од 1750—1801.
- Застава Пруске од 1801—1803.
- Застава Пруске од 1803—1892.
- Застава Пруске од 1892—1918.
- Застава Пруске од 1918—1933.
- Застава Пруске од 1933—1935.